# Negen heit de klok
Negen heit de klok was een Nederlands radioprogramma dat van 1948 tot 1954 werd uitgezonden door de KRO.
Het programma werd bedacht door Jan de Cler en Alexander Pola, die ook de belangrijkste medewerkers waren. In tegenstelling tot andere amusementsprogramma's haakte het regelmatig in op de actualiteit. Zo schreef De Cler elke week een actuele tekst op de tonen van de herkenningsmelodie.
Tijdens het programma werden sketches en liedjes uitgezonden begeleid door het KRO-orkest onder leiding van Klaas van Beeck. Tot de velen die aan het programma hun medewerking verleenden behoren Jules de Corte, Wam Heskes, Jacques van Kollenburg, Kees Schilperoort en Piet Ekel.
Negen heit de klok is 222 keer op de radio (en ook een aantal keren op de televisie) uitgezonden. Na vijf jaar besloot de KRO het op zijn hoogtepunt te beëindigen. De laatste reguliere uitzending was op 5 juni 1954. In 1966 keerde het eenmalig terug ter gelegenheid van het 40-jarig bestaan van de omroep.

## Trivia
- Negen heit de klok werd niet uitgezonden tijdens de vastentijd, omdat de KRO dit niet gepast vond.